# پیشین‌بی‌بال
پیشین‌بی‌بال (نام علمی: Proapteryx) نام یک سرده از فراراسته دیرین‌آروارگان است.